# Кинду
Кинду (фр. Kindu) је град у Демократској Републици Конго. Главни је град провинције Манијема. 
По подацима из 2004. град је имао 135.534 становника. Лежи на реци Конгона на надморској висини од 500 m. Повезан је железницом, а има и аеродром. Друмови су неасфалтирани. 
Град је у 19. веку био значајан центар трговине слоновачом, златом и робовима. Арапско-свахилски трговци робљем су слали одатле караване у Занзибар, почев од 1860. Знакови исламске и свахили културе могу се видети у граду. 

## Становништво
| Година       |
| Становништво |
| ------------ |